# Championnat de Syrie de football 2006-2007
Navigation
Saison 2005-2006 Saison 2007-2008
La saison 2006-2007 du Championnat de Syrie de football est la trente-sixième édition du championnat de première division en Syrie. Les quatorze meilleurs clubs du pays sont regroupés au sein d'une poule unique où ils s'affrontent deux fois au cours de la saison, à domicile et à l'extérieur. En fin de saison, les deux derniers du classement sont relégués et remplacés par les deux meilleurs clubs de deuxième division.
C'est le club d'Al-Karamah SC, tenant du titre, qui remporte à nouveau le championnat cette saison, après avoir terminé -invaincu- en tête du classement final avec sept points d'avance sur Al Ittihad Alep et treize sur Al Taliya Hama. C'est le sixième titre de champion de Syrie de l'histoire du club, qui réussit le doublé en s'imposant en finale de la Coupe de Syrie face à Al Taliya Hama.

## Les clubs participants
| - Al-Karamah SC - Al Ittihad Alep - Jableh SC - Al Taliya Hama - Al Wahda Damas - Al Qardaha - Tishreen SC | - Hutteen SC - Al Majd Damas - Al Shorta Damas - Promu de D2 - Al Futuwa Deir ez-Zor - Hurriya SC - Al Jaish Damas - Al Wathba Homs - Promu de D2 |

## Compétition

### Classement
Le barème utilisé pour établir le classement est le suivant :
- Victoire : 3 points
- Match nul : 1 point
- Défaite : 0 point

| Rang | Équipe                | Pts | J  | G  | N  | P  | Bp | Bc | Diff |
| ---- | --------------------- | --- | -- | -- | -- | -- | -- | -- | ---- |
| 1    | Al-Karamah SCTC       | 56  | 26 | 18 | 8  | 0  | 51 | 14 | +37  |
| 2    | Al Ittihad Alep       | 55  | 26 | 17 | 4  | 5  | 44 | 20 | +24  |
| 3    | Al Taliya Hama        | 49  | 26 | 14 | 7  | 5  | 35 | 22 | +13  |
| 4    | Al Majd Damas         | 36  | 26 | 9  | 9  | 8  | 33 | 29 | +4   |
| 5    | Al Jaish Damas        | 34  | 26 | 9  | 7  | 10 | 35 | 36 | -1   |
| 6    | Tishreen SC           | 32  | 26 | 8  | 8  | 10 | 27 | 31 | -4   |
| 7    | Al Futuwa Deir ez-Zor | 31  | 26 | 7  | 10 | 9  | 17 | 21 | -4   |
| 8    | Al Wahda Damas        | 29  | 26 | 5  | 14 | 7  | 27 | 34 | -7   |
| 9    | Hutteen SC            | 29  | 26 | 7  | 8  | 11 | 29 | 37 | -8   |
| 10   | Al Shorta DamasP      | 28  | 26 | 5  | 13 | 8  | 27 | 31 | -4   |
| 11   | Jableh SC             | 28  | 26 | 6  | 10 | 10 | 21 | 27 | -6   |
| 12   | Hurriya SC            | 26  | 26 | 6  | 8  | 12 | 24 | 34 | -10  |
| 13   | Al Wathba HomsP       | 25  | 26 | 6  | 7  | 13 | 23 | 36 | -13  |
| 14   | Al Qardaha            | 21  | 26 | 4  | 9  | 13 | 17 | 41 | -24  |

|  | Qualification pour la Ligue des champions de l'AFC 2008                               |
|  | Relégation en deuxième division                                                       |
|  | T : Tenant du titre C : Vainqueur de la Coupe de Syrie P : Promu de deuxième division |

## Bilan de la saison
| Championnat de Syrie de football 2006-2007                        |                          |
| Champion                                                          | Al-Karamah SC (6e titre) |
| Coupes et trophées                                                |                          |
| Vainqueur de la Coupe de Syrie 2006-2007                          | Al-Karamah SC            |
| Qualifications continentales                                      |                          |
| Ligue des champions de l'AFC 2008                                 | Al-Karamah SC            |
| Ligue des champions de l'AFC 2008                                 | Al Ittihad Alep          |
| Promotions et relégations                                         |                          |
| Promus en Syrian League                                           | Al Efrin                 |
| Promus en Syrian League                                           | Al-Nwa'ir                |
| Relégués en Championnat de Syrie de football de deuxième division | Al Wathba Homs           |
| Relégués en Championnat de Syrie de football de deuxième division | Al Qardaha               |